# Joseph Musch (pomme)
Joseph Musch est un cultivar de pommier domestique.
Nom botanique: Malus domestica Borkh "Joseph Mush".

## Description du fruit
- Usage: pomme de conservation, pomme de table ou à cuire.
- Epiderme: mi-rugueux, couleur panachée: grise, jaune verdâtre, striée de rouge.
- Calibre: gros.
- Forme: large.
- Chair: blanche jaunâtre, ferme, dense, acidulée-sucrée.

## Historique
La Joseph Musch est une pomme que l'on trouve à Liège en Belgique (Europe) depuis le milieu du XIXe siècle.
Cette variété est labellisée RGF en Wallonie (Belgique).

## Pollinisation
- Particularité: variété triploïde.
- Groupe de floraison: B.
- Parenté: inconnue.
- S-génotype: S1S10S46 [1].
- Pollinisateurs:
  - Compatibilité avec Santana, ...
  - Fécondé aussi par: "Président Roulin"[2].

## Culture
Maturité: octobre.
Conservation: jusque mars.
Maladies:
- peu sensible à la tavelure sur fruits
- peu susceptible à l'oïdium
- sensibilité moyenne au chancre

Le pommier Joseph Musch, bien que triploïde, est approprié aux petits jardins familiaux pour autant qu'une variété compatible à floraison précoce soit proche (Santana, ...) et que l'arbre soit protégé du vent pour minimiser la chute des fruits. 
Le calibre est souvent jugé trop gros pour l'usage en pomme de table.